# Frijid Pink

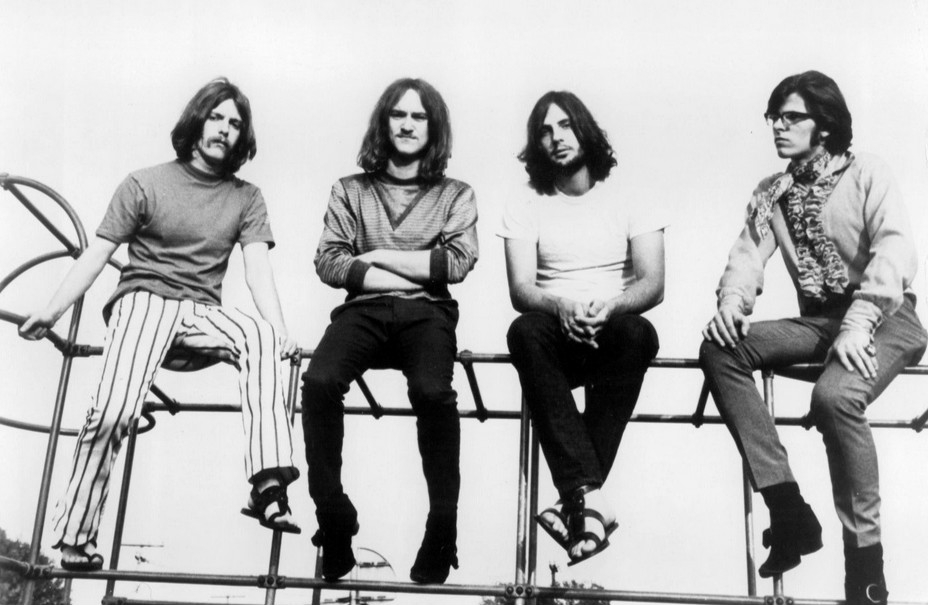
Frijid Pink (1970)

Frijid Pink war eine US-amerikanische Band, die 1967 in Detroit gegründet wurde. Gründungsmitglieder waren Richard Stevers (Schlagzeug), Gary Ray Thompson (Gitarre), Tom Harris (Bass) und Kelly Green (Gesang). 1969 erhielten sie einen Plattenvertrag bei Parrot Records.

## Karriere
Den größten Erfolg erzielten Frijid Pink mit ihrer Version von The House of the Rising Sun. Psychedelisch verzerrte und übersteuerte Elektro-Gitarren machten das Lied in dieser Fassung zu einem Klassiker des Hard Rocks. Im Jahr 1970 hatten Frijid Pink mit dem Titel weltweit Erfolg: Nummer sieben in den USA, Nummer sieben in Großbritannien und zwei Wochen auf Platz Nummer eins der deutschen Hitlisten. Im Anschluss gelangen der Band noch einige kleinere Erfolge, darunter die Coverversion des Elvis-Presley-Hits Heartbreak Hotel. Den Anfangserfolg konnte die Band aber nicht wiederholen. Nach einem letzten Album im Jahr 1975 löste sie sich auf.

## Diskografie

### Studioalben
| Jahr | Titel       | Höchstplatzierung, Gesamtwochen, AuszeichnungChartplatzierungen (Jahr, Titel, Platzierungen, Wochen, Auszeichnungen, Anmerkungen) | Höchstplatzierung, Gesamtwochen, AuszeichnungChartplatzierungen (Jahr, Titel, Platzierungen, Wochen, Auszeichnungen, Anmerkungen) | Höchstplatzierung, Gesamtwochen, AuszeichnungChartplatzierungen (Jahr, Titel, Platzierungen, Wochen, Auszeichnungen, Anmerkungen) | Höchstplatzierung, Gesamtwochen, AuszeichnungChartplatzierungen (Jahr, Titel, Platzierungen, Wochen, Auszeichnungen, Anmerkungen) | Höchstplatzierung, Gesamtwochen, AuszeichnungChartplatzierungen (Jahr, Titel, Platzierungen, Wochen, Auszeichnungen, Anmerkungen) | Anmerkungen                |
| Jahr | Titel       | DE | AT | CH | UK | US | Anmerkungen                |
| ---- | ----------- | --- | --- | --- | --- | --- | -------------------------- |
| 1970 | Frijid Pink | DE37 (1 Wo.)DE | — | — | — | US11 (30 Wo.)US | Erstveröffentlichung: 1970 |
| 1970 | Defrosted   | — | — | — | — | US149 (12 Wo.)US | Erstveröffentlichung: 1970 |

grau schraffiert: keine Chartdaten aus diesem Jahr verfügbar
Weitere Alben
- 1972: Earth Omen
- 1973: The Beginning Vol. 5
- 1975: All Pink Inside
- 2002: Hibernated

### Singles
| Jahr | Titel Album                         | Höchstplatzierung, Gesamtwochen, AuszeichnungChartplatzierungen (Jahr, Titel, Album, Platzierungen, Wochen, Auszeichnungen, Anmerkungen) | Höchstplatzierung, Gesamtwochen, AuszeichnungChartplatzierungen (Jahr, Titel, Album, Platzierungen, Wochen, Auszeichnungen, Anmerkungen) | Höchstplatzierung, Gesamtwochen, AuszeichnungChartplatzierungen (Jahr, Titel, Album, Platzierungen, Wochen, Auszeichnungen, Anmerkungen) | Höchstplatzierung, Gesamtwochen, AuszeichnungChartplatzierungen (Jahr, Titel, Album, Platzierungen, Wochen, Auszeichnungen, Anmerkungen) | Höchstplatzierung, Gesamtwochen, AuszeichnungChartplatzierungen (Jahr, Titel, Album, Platzierungen, Wochen, Auszeichnungen, Anmerkungen) | Anmerkungen                                             |
| Jahr | Titel Album                         | DE | AT | CH | UK | US | Anmerkungen                                             |
| ---- | ----------------------------------- | --- | --- | --- | --- | --- | ------------------------------------------------------- |
| 1970 | House of the Rising Sun Frijid Pink | DE1 Gold · (9 Wo.)DE | AT3 (8 Wo.)AT | CH2 (11 Wo.)CH | UK4 (16 Wo.)UK | US7 Gold · (13 Wo.)US | Erstveröffentlichung: Januar 1970 Verkäufe: + 1.500.000 |
| 1970 | Sing A Song For Freedom Defrosted   | DE33 (1 Wo.)DE | — | — | — | US55 (7 Wo.)US | Erstveröffentlichung: Juli 1970                         |
| 1970 | Heartbreak Hotel Frijid Pink        | — | — | — | — | US72 (5 Wo.)US | Erstveröffentlichung: November 1970                     |

### US-Singles
- Tell Me Why / Cryin’ Shame (Parrot 334) 1969
- Drivin’ Blues / God Gave Me You (Parrot 340) 1969
- Drivin’ Blues (Parrot 341) 1969
- End of the Line (Parrot 349) 1970
- Bye Bye Blues (Parrot 352) 1970
- Music for the People / Sloony (Parrot 355) 1971
- We’re Gonna Be There / Shortly Kline (Parrot 358) 1971 (Alexander on vocals)
- I Love Her / Lost Son (Parrot 360) 1972
- Earth Omen / Lazy Day (Lion 115) 1972
- Go Now / Lazy Day (Lion 136) 1972
- Big Betty / Shady Lady (Lion 158) 1973
- Rainbow Rider / Earth Omen (MGM 2006130) 1973, Germany

### Länderspezifische Singles
- Drivin’ Blues (Deram 17044) 1970 Frankreich
- End of the Line (DM 309) 1970 Frankreich
- We’re Gonna Be There / Shortly Kline (DM 336) 1970 [France] (Alexander on vocals)
- Crying Shame (EPDM 1014) 1970 Portugal
- Bye Bye Blues (SDM 117) 1971 [Portugal]
- Rainbow Rider / Earth Omen (MGM 2006130) 1973 Deutschland